# Prix Maillé-Latour-Landry
Le prix Maillé-Latour-Landry, de la fondation du même nom, est un ancien prix biennal de littérature, créé en 1839 par l'Académie française et « destiné à encourager de jeunes écrivains dans la carrière des lettres ».

## Liste des lauréats
- 1842 : Élise Moreau
- 1844 : 
  - Pierre Dupont pour Les Deux Anges
  - Pierre Lachambeaudie pour Fables populaires
- 1848 : Alfred de Musset
- 1850 : Auguste Lacaussade
- 1852 : Auguste Robert (1813-1883) pour ses drames en vers du Connétable de Bourbon et de Luther
- 1854 : Leconte de Lisle pour Poèmes antiques
- 1856 : Augustine-Malvina Blanchecotte pour Rêves et réalités[3]
- 1860 : Philoxène Boyer
- 1862 : Frédéric Godefroy
- 1864 : Achille Millien pour ses diverses poésies
- 1866 : Albert Mérat pour Les chimères
- 1868 : Adolphine Bonnet pour Les chants de l'âme
- 1870 : Auguste Brachet pour Grammaire historique. Dictionnaire étymologique de la langue française
- 1872 : 
  - Félix Hément
  - Guillaume-Casimir Pertus pour Scanderberg
- 1874 : 
  - Édouard d'Anglemont
  - André Theuriet
- 1876 : 
  - André Lemoyne
  - Alexandre Piédagnel
- 1878 : 
  - Émile Andrieu
  - Gustave Toudouze
- 1880 : Henry de La Madelène pour La fin du marquisat d'Aurel
- 1882 : Léon Cladel pour l'ensemble de ses romans
- 1884 : Ernest d'Hervilly pour ses comédies en vers
- 1886 : Constant Améro pour Le tour de France d’un petit Parisien
- 1888 : Léon Séché
- 1890 : Frédéric Béchard
- 1892 : 
  - Mme veuve Gaston Feugère pour La légende de saint Irénée
  - Olympe Gevin-Cassal pour Souvenirs du Sundgau : récits de la Haute-Alsace
- 1894 : 
  - Georges Bastard (1851-1914) pour Charges héroïques
  - Eugène de Monzie (1837-19..?) pour Le cardinal de Richelieu
- 1896 :
  - Maurice Maindron pour Le tournoi de Vauplassans
  - Achille Millien pour Chez nous
- 1898 : 
  - Georges Beaume pour ses romans
  - René de Planhol pour son volume de poésies
- 1900 : Jean de Marcillac et René Pinon pour La Chine qui s’ouvre
- 1902 : Jacques Richepin
- 1904 : Judith Gautier
- 1906 : Louis de Robert
- 1908 : Georges d'Esparbès pour La terre des ancêtres
- 1910 : Ernest Jaubert
- 1912 : Claude Silve pour La cité des lampes
- 1914 : Maurice Levaillant
- 1916 : André Fernet pour Le cœur pur
- 1918 : Alphonse Séché
- 1920 : Jean de Granvilliers (1884-1956) pour Le prix de l’homme
- 1922 : André Foulon de Vaulx
- 1924 : Georges Oudard pour Ma jeunesse
- 1926 : André Armandy
- 1928 : Georges Suarez
- 1930 : Claude Le Marguet pour Myrelingues la Brumeuse
- 1932 : Osmonde de Maillé pour Cornelia Cornelly
- 1934 : Pierre Marois (1901-....) pour Passé à louer
- 1936 : Pierre Janelle (1891-1964) pour L’Angleterre catholique à la veille du schisme
- 1938 : Marguerite Dufaur pour Germaine et son village
- 1964 : Manuel de Diéguez pour L’Écrivain et son langage
- 1966 : 
  - Maria Daraki pour L’Enfant grecque
  - Francine Teneur (1935?-2013) pour Marie Fortune
- 1968 : Christian Dedet pour L’Exil
- 1970 : Ahmadou Kourouma pour Les Soleils des indépendances
- 1974 : Michel Mouligneau pour L’Insomnie
- 1976 : Frédéric Vitoux pour Les Cercles de l’orage
- 1980 : Marc Petit pour La Morenada
- 1982 : Sophie Képès (1958-....) pour Jeune fille non accompagnée
- 1984 : Annie Ernaux pour La Place